# Tiberio Giulio Aspurgo
Tiberio Giulio Aspurgo Filoromeo (in greco antico: Τιβέριος Ἰούλιος Ἀσποῦργoς Φιλορώμαιος?, Tibérios Iúlios Aspũrgos Philorómaios; ... – 38), precedentemente conosciuto solo come Aspurgo e chiamato nella storiografia moderna Aspurgo del Bosforo, è stato un militare e sovrano sarmata, re del Bosforo Cimmerio dall'8 alla sua morte.

## Biografia
Aspurgo era un capo sarmata che nell'8 a.C. sposò la regina del Bosforo Cimmerio Dinamide; questa infatti, fuggita dal marito Polemone I del Ponto, cercava un nobile per aiutarla a sconfiggere il marito, che venne ucciso da Aspurgo. Aspurgo e Dinamide regnarono quindi congiuntamente sul Bosforo Cimmerio fino alla morte di lei, avvenuta nell'8. Aspurgo regnò quindi come unico sovrano e sposò la nobile trace Gepepiride.
Solo nel 14-15 Aspurgo ottenne il riconoscimento del trono da parte dell'imperatore Tiberio e del Senato romano; per onorare il potente Impero romano, Aspurgo assunse quindi il nome "Tiberio Giulio" e il soprannome "Filoromeo" (amico dei romani). Aspurgo morì nel 38, lasciando il regno alla vedova.

### Discendenza
Aspurgo diede inizio alla dinastia tiberio-giuliana, che regnò il Bosforo Cimmerio fino al IV secolo. Ebbe due figli:
- Tiberio Giulio Mitridate, avuto da Dinamide;
- Tiberio Giulio Cotys I, avuto da Gepepiride.[6]